# ヴォイヴォダ

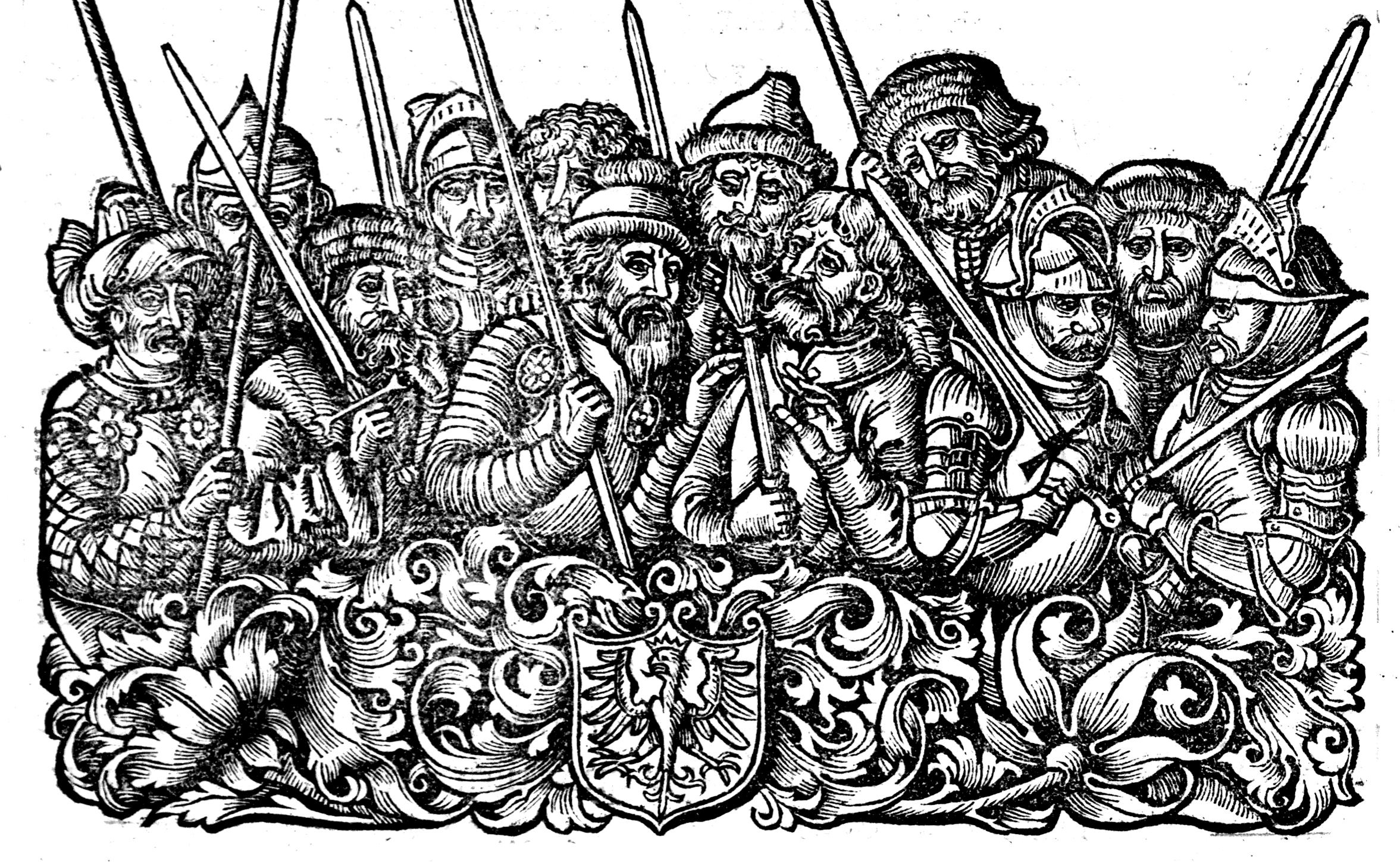
ポーランドの伝説に現れる「12人のヴォイヴォダ」

ヴォイヴォダ (voivoda, voivode, voyevoda, vaivode) は、中世・近世のスラヴ・東欧で使われた称号である。
元来は軍司令官の称号だったが、県・郡規模の領主の称号に変化した。

## 語源
スラヴ語で民兵を意味するVOI、もしくはvojskoと、主導するを意味するvodiを組み合わせて、ウォーロードという意味にしたものである。
この言葉は、ラテン語のDUX（ドゥクス）からDuke（公爵）になった様に、指揮官や軍事知事から領主の意味に変化していった。このため、英語への翻訳では、
パラディンや公爵という翻訳がなされることがある。